# Chrysispa
Chrysispa là một chi bọ cánh cứng trong họ Chrysomelidae.
Chi này được Weise miêu tả khoa học năm 1897.

## Các loài
Các loài trong chi này gồm:
- Chrysispa acanthina (Reiche, 1850)
- Chrysispa natalica (Péringuey, 1898)
- Chrysispa paucispina (Weise, 1897)
- Chrysispa viridiaenea (Guérin-Méneville, 1841)
- Chrysispa viridicyanea (Kraatz, 1895)